# Nobody but You
Chansons représentant l'Autriche au Concours Eurovision de la chanson
Running on Air
(2017) Limits
(2019)
Nobody but You (en français : « Personne d'autre que toi ») est une chanson interprétée par le chanteur autrichien Cesár Sampson, écrite par Boris Milanov, Sebastian Arman et par les auteurs-compositeurs suédois Joacim Persson et Johan Alkenäs. Elle est sortie le 9 mars 2018.
C'est la chanson représentant l'Autriche au Concours Eurovision de la chanson 2018. Elle est intégralement interprétée en anglais, et non en allemand, le choix de la langue étant libre depuis 1999.

## Concours Eurovision de la chanson

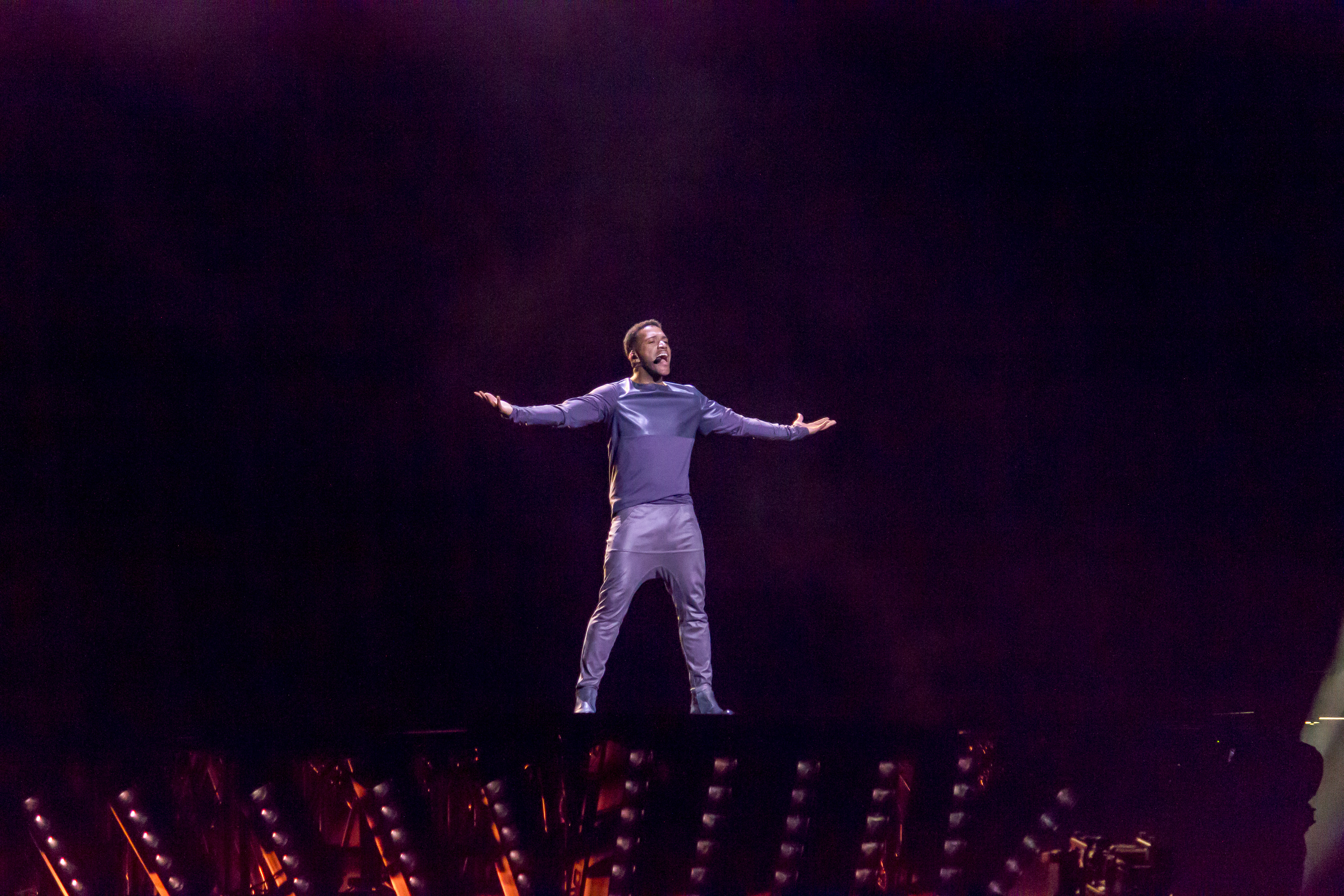
Cesár Sampson représentant l'Autriche avec la chanson Nobody but You pendant une répétition avant les premières demi-finales du Concours Eurovision de la chanson 2018 à Lisbonne.

Le 5 décembre 2017, Cesár Sampson a été annoncé comme le chanteur représentant l'Autriche au Concours de 2018, le titre de la chanson a été révélé deux jours après.
Lors de la première demi-finale le 12 mai 2018, Nobody but You était la 13e chanson interprétée suivant Crazy de la Croatie et précédant Óniró mou de la Grèce. Elle s'est qualifiée pour la finale en se classant parmi les dix chansons les plus populaires.
Nobody but You était la 5e chanson interprétée lors de la finale, après When We're Old de la Lituanie et avant La forza de l'Estonie. À l'issue de la soirée, la chanson s'est classée 3e sur 26 avec 342 points, obtenant 271 points des votes des jurys et 71 points des télévotes.

## Liste des pistes
| 1. | Nobody but You | 3:03 |

| 1. | Nobody but You                         | 3:03 |
| 2. | Nobody but You (Version karaoké)       | 3:03 |
| 3. | Nobody but You (Version instrumentale) | 3:03 |

## Classements

### Classements hebdomadaires
| Classement (2018)                   | Meilleure position |
| ----------------------------------- | ------------------ |
| Autriche (Ö3 Austria Top 40)        | 1                  |
| Allemagne (Media Control AG)        | 93                 |
| Belgique (Flandre Ultratip 100)     | 9                  |
| Écosse (OCC)                        | 63                 |
| Espagne (PROMUSICAE)                | 80                 |
| Grèce Digital Singles (IFPI Greece) | 79                 |
| Islande (RÚV)                       | 2                  |
| Royaume-Uni (UK Download Chart)     | 62                 |
| Suède (Sverigetopplistan)           | 55                 |
| Suisse (Schweizer Hitparade)        | 45                 |

## Historique de sortie
| Région / Pays | Date        | Format                   | Label           |
| ------------- | ----------- | ------------------------ | --------------- |
| Monde entier  | 9 mars 2018 | Téléchargement numérique | Symphonix Music |
| Autriche      | 9 mars 2018 | CD single                | Symphonix Music |